# Temple d'Afrodita (Corint)
El Temple d'Afrodita fou un temple grec dedicat a Afrodita, que es troba al cim del turó de l'Acrocorint de Corint, a Grècia.

## Història

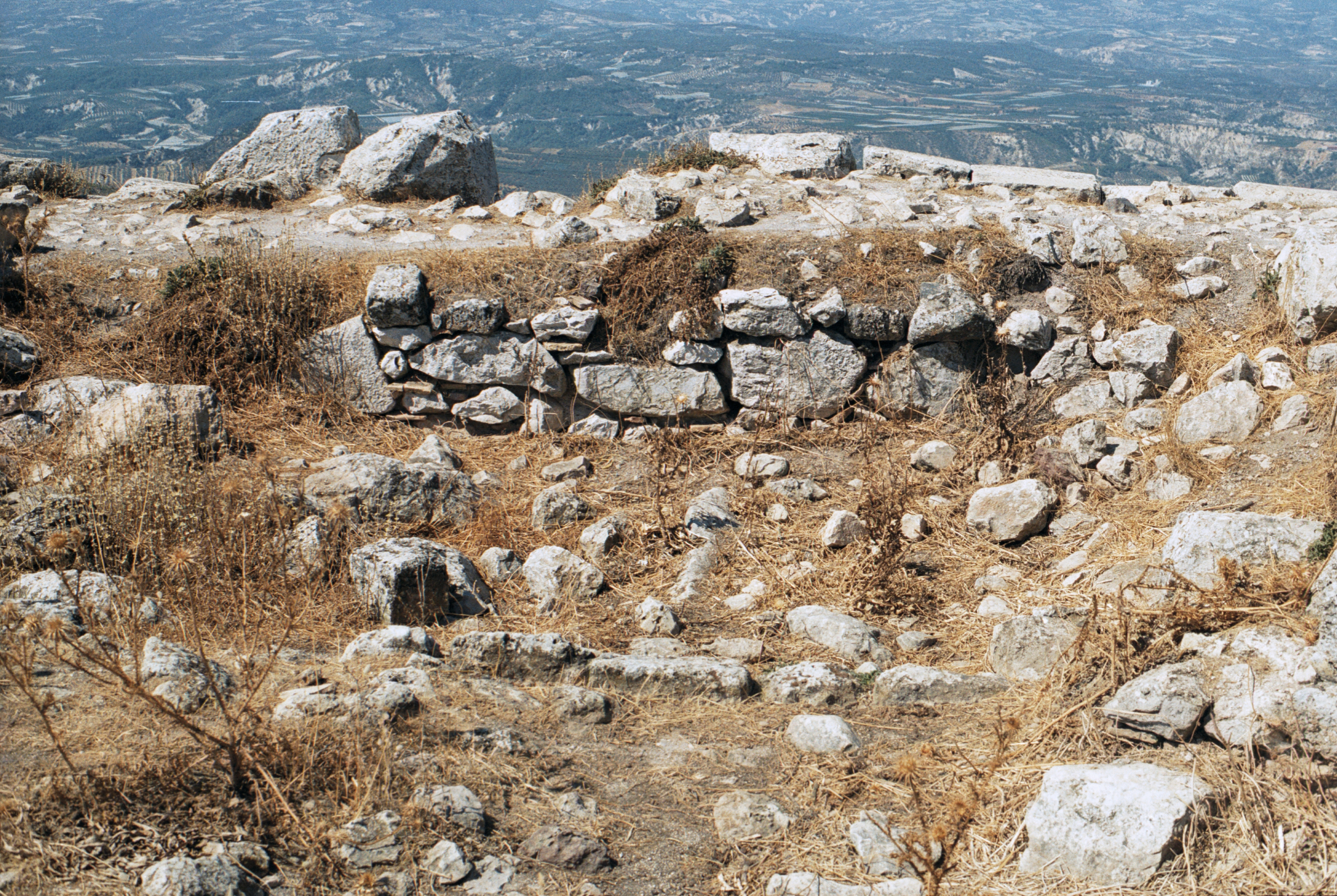
Ruïnes del temple

Afrodita fou venerada a Acrocorint durant molt de temps. En la mitologia grega, la dea va rebre la muntanya d'Hèlios. El primer temple es va construir en aquest lloc, segurament l'any 600 abans de la nostra era. En el 400 ae,  es va construir un nou temple al mateix indret. En l'Antiguitat, el temple potser s'emprà per a la prostitució sagrada. Es diu que moltes dones esclaves i potser esclaus hòmens els feren servir al temple per a aquesta activitat. Els investigadors, però, no es posen d'acord sobre la naturalesa exacta de l'activitat.
El temple sobrevisqué durant el període hel·lenístic; potser, però, la República romana el va destruir juntament amb la resta de l'Acrocorint i l'antiga ciutat de Corint l'any 146 abans de la nostra era. Si més no, la prostitució associada al temple sembla que no hi continuà en el període romà. Quan la ciutat i la fortalesa es van reconstruir sota Juli Cèsar, el temple no va ser pas restaurat, però segons la descripció de Pausànias, encara existia en el segle 100 ae. Durant el cristianisme primitiu, es va alçar una església en aquest indret, i el temple fou enderrocat segurament en aquesta època. Durant l'Imperi otomà, s'hi edificà una mesquita. Amb el temps, les pedres del temple s'utilitzaren per a fortificacions i altres edificis.
A Corint hi havia com a mínim dos temples més dedicats a Afrodita.

## Descripció

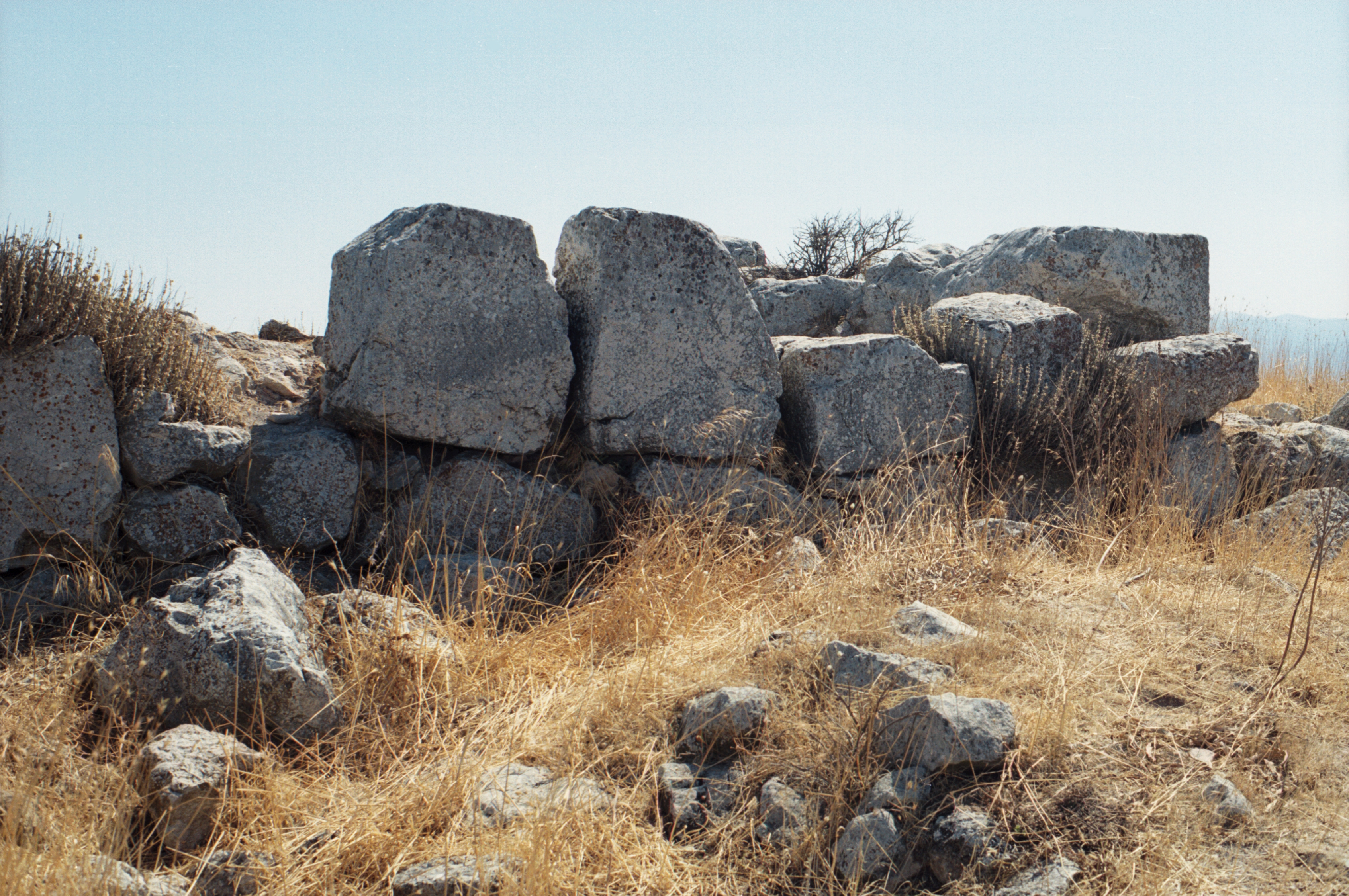
Restes del temple d'Afrodita

El temple estava situat al punt més alt de l'Acrocorint. Era relativament petit: sembla que només feia uns 10 m × 13-16 metres. Contenia una imatge de culte d'Afrodita, que es diu que representava a la dea armada. Segons la descripció de les monedes antigues, Afrodita sostenia l'escut d'Ares a la mà a manera d'espill. I estava acompanyada per Eros.
A hores d'ara, el jaciment són principalment les ruïnes d'una mesquita i el seu minaret. Només es conserven alguns fonaments del temple. Quant a les fonts textuals, el jaciment es coneix sobretot per les breus descripcions de Pausànias i Estrabó.